# 인명학
인명학(人名學, anthroponymy, anthroponomastics)은 고유명사학의 분과로, 인명에 관한 연구를 하는 학문이다. 인명학은 다음과 같이 세분되어 있다.
- 인명 (이름)
- 성
- 종족
- 모계명
- 부칭
- 직접 호칭
- 별명
- 인종 이름
  - 자칭 지명 (Endonyms)
  - 타칭 지명 (Exonyms)

## 같이 보기
- 고유명사학
- 지명학